# Ómen
Ómen (węg. Omen) – trzeci album studyjny zespołu P. Box, wydany w 1985 roku na MC i LP przez Hungaroton-Start. W 2000 roku Hungaroton-Gong wznowił album z pięcioma dodatkowymi utworami. W nagraniu albumu wzięli udział nowi muzycy: László Zselencz (z Edda Művek) oraz Zoltán Pálmai (z Hobo Blues Band), którzy zastąpili odpowiednio Józsefa Sáfára i Istvána Szabó.

## Lista utworów

### Strona A
1. "Ómen" (5:56)
2. "Bukott angyal" (4:01)
3. "Éjszakai vágta" (3:55)
4. "Szűz a máglyán" (5:14)

### Strona B
1. "Az árulók kapuja" (5:01)
2. "Átok és ígéret" (5:12)
3. "Pandora tánca" (4:28)
4. "Névtelen hős" (4:34)

### Bonus
1. "Tízből vajon mennyi?" (4:48)
2. "Halálkatlan" (2:56)
3. "Halálkatlan" (wersja koncertowa) (5:27)
4. "Hölgyválasz" (wersja koncertowa) (3:41)
5. "Szupergép" (wersja koncertowa) (4:27)

## Wykonawcy
- Sándor Bencsik – gitary
- Cserháti István – instrumenty klawiszowe
- Zoltán Pálmai – instrumenty perkusyjne, perkusja elektroniczna
- Gyula Vikidál – wokal
- László Zselencz – gitara basowa
- László Tolcsvay – harmonijka (4)[4]

### Produkcja
- György Kovács – reżyser i inżynier dźwięku
- György Hegedűs – zdjęcia
- György Pálfi – grafika